# Stokmine
En stokmine, også stavet Stockmine, var en antipersonelmine placeret på enden af en træstok og udløst med en snubletråd. Selve minen består af en hul betoncylinder med indstøbt jernskrot. Inde i cylinderen fandtes sprængstoffet. Minen blev benyttet af Værnemagten, også i Danmark. 
| Våben | Spire Denne artikel om våben er en spire som bør udbygges. Du er velkommen til at hjælpe Wikipedia ved at udvide den. |